# Бураковський Олександр Залманович
Бурако́вський Олекса́ндр Залма́нович (нар. 1935, Київ) — український письменник та український політик єврейського походження, свого часу один з провідних діячів Народного руху України.

## Біографія
Олександр Бураковський народився у жовтні 1935 року в місті Київ, в єврейській родині. Його батьки походили з Житомирщини — батько з містечка Брусилів, а матір з Корнина. Свого часу вони втекли до Києва від єврейських погромів часів Громадянської війни. У 1941 Залман Бураковський пішов на фронт, а його родина була евакуйована спочатку до Середньої Азії, а потім до Свердловська. Взимку 1945 року Бураковські повернулися до Києва.
В 1950 році Олександр Бураковський закінчив сім шкільних класів і поступив до київського електромеханічного технікуму, де він навчався до 1954 року. Тоді же він був залучений до строкової служби в лавах Радянської армії. Демобілізували Олександра Бураковського в грудні 1957 року, після чого він майже рік залишався безробітним. Лише у листопаді 1958 року він став слюсарем київського заводу «Точелектроприлад». З 1959 року Олександр Бураковський працював наладчиком радіоапаратури. Наступного року він одружився.
У 1961 році Олександр Бураковський вступив до лав КПРС. Крім того, він поступив до Київського політехнічного інституту і закінчив його за п'ять років. 1972 року Олександр Бураковський захистив кандидатську дисертацію.
З кінця 1950-х років Олександр Бураковський починає активно долучатися до літературного життя. Серед іншого він був членом літературної студії Михайла Чабанівського, до якої також входили Іван Драч, Михайло Литвинець та інші відомі у майбутньому поети. Але після 1961 року Олександру Бураковському не вдалося оприлюднити жодної книги і лише за часів Перебудови його твори потрапили до книгарень.
Саме наприкінці 1980-х Олександр Бураковський вступив на політичну арену. Він брав участь у створенні багатьох громадських організацій, зокрема єврейських, метою яких було відродження юдейського життя в радянській Україні.
Протягом 1989 року Олександр Бураковський брав участь у створенні Народного Руху України за Перебудову (НРУ). На установчому з'їзді у вересні 1989 року він був висунутий на посаду Голови Ради національностей НРУ, але тоді збори вирішили відкласти вибори цього органу. Остаточно Рада національностей НРУ була сформована 11 лютого 1990 року. Її Головою був обраний Дмитро Павличко, а Олександр Бураковський став його заступником. У березні того ж самого року Олександр Бураковський разом з Сергієм Головатим та Віталієм Дончиком був вилучений з лав КПРС.

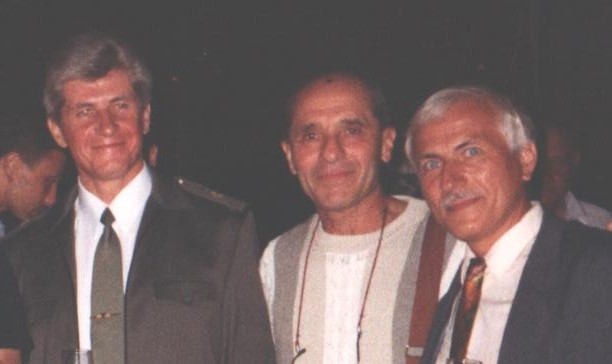
Члени Великої Ради Народного Руху України: Іван Білас, Олександр Бураковський, Володимир Білецький.

У жовтні 1990 року Олександр Бураковський змінив Дмитра Павличка, який сконцентрувався на парламентській праці. Крім того Олександр Бураковський зайняв посаду заступника Голови НРУ, яку він обіймав до грудня 1992 року. Незгодний з політикою перетворення НРУ на партію Олександр Бураковський у квітні 1993 залишив як лави цієї організації, так і посаду Голови Ради національностей.
У грудні 1993 року Олександр Бураковський разом із родиною переїхав жити до США, де згодом видав кілька книжок: «Прощание с ностальгией»; «Импотент»; «Made in the USSR (два романа)»; «Спокойно, вы в Америке!», «Уличные рассказы», «Убери ладонь свою с грешной головы», «Хроника эволюции "национальной идеи" Украины и евреи 1987-2016 годы», — та поетичну збірку «Евбаз подо мною».
У 1999 Олександр Бураковський захистив ще одну кандидатську дисертацію — цього разу на тему «Рада національностей НРУ».

## Твори
- оповідання «Левін» (1986)
- роман «Готеню» (1988)
- повість «Алгоритм Пекара» (1989)
- оповідання «Мамеле» (1990)
- роман «Період піврозпаду» (1991)
- повість «Jude-89» (1991)
- «Рух, евреи, Украина. Размышления „инородца“» (1992)